# The Executioners (film 2018)
The Executioners è un film del 2018 diretto da Giorgio Serafini.
Pellicola indipendente con protagonista Jemma Dallender.

## Trama
Quattro giovani ragazze, Belle, Kay, Angela e Lory si apprestano a trascorrere qualche giorno di vacanza nella splendida magione di proprietà della famiglia di Belle. A dar loro il benvenuto si presenta David, un ragazzo che afferma di essere il nipote di Jim il custode, ma Belle lo liquida in pochi secondi ritenendolo poco rassicurante.
Calata la sera, Kay, la scrittrice del gruppo, svela l’intenzione di ambientare nella villa stessa il suo prossimo romanzo thriller e anticipa la trama narrando di un gruppo di ragazze che vengono trattate in modo brutale da una banda di uomini mascherati. La notte stessa, alcuni segnali inquietanti creano apprensione tra le ragazze finché tre individui dalle fattezze pressoché simili a quelli descritti da Kay irrompono nella villa. I tre si fanno chiamare Mr. Black, Mr. Red  e Mr. Blue e dopo aver disarmato le ragazze le costringono a spogliarsi e ad esibirsi in atti erotici. Con uno scatto fulmineo, Bella riesce a sottrarsi a Black e tenta la fuga gettandosi dal balcone, ma l’uomo le spara alle spalle e viene creduta morta. Incuranti della sorte della fuggitiva, i tre malviventi si “divertono” con le ragazze rimanenti, costringendo Kay e Angela ad un rapporto lesbico a seguito del quale Kay giunge all’orgasmo. La stessa viene poi malmenata da Black fino a perdere i sensi. Infine Lory viene stuprata da Black, mentre Angela, dopo una breve fuga, viene catturata e violentata da Red e Blue. Nel frattempo, Belle, che in realtà era solo ferita ad una spalla, si riprende e cerca rifugio poco lontano nell’alloggio di Jim scoprendo quest’ultimo in fin di vita. Non potendo chiedere aiuto, non ha altra scelta che prendere in mano la situazione .Dopo essersi medicata alla meno peggio, ritorna alla villa e si intrufola nello scantinato dove, attraverso una grata scorge i malviventi mentre torturano Lory e Angela. Belle viene scoperta da Red ma, dopo una breve colluttazione, la ragazza lo stende colpendolo alla testa con un oggetto metallico. Poco dopo la giovane ha la meglio anche su Blue e, dopo essersi appropriata della sua pistola riesce a mettere fuori gioco anche Black.
Le ragazze decidono di vendicarsi e, dopo aver immobilizzato e interrogato i tre, Belle spara alla coscia di Black con l’intenzione di lasciarlo morire dissanguato. Red confessa di chiamarsi Paul Collins e rivela che sono stati assoldati da uno sconosciuto con il solo scopo di spaventarle e drogarle. Belle, furibonda, minaccia di ucciderli tutti e spaventa Angela che decide di andarsene. Quest’ultima però, appena varcata la soglia di casa, viene colpita a morte da una freccia scagliata da un individuo nascosto nell’oscurità. Sempre più in preda ad una sorta di follia, Belle sottomette Blue con un dildo prima di ucciderlo tagliandogli la gola, ma lascia andare Red, in quanto sembra realmente pentito. Lori tenta di fuggire uscendo da un finestra della cantina ma viene decapitata poco dopo. Anche Red viene ucciso dallo sconosciuto che si rivela essere David il vero mandante dell’aggressione. Dopo una rocambolesca fuga attraverso il bosco, Belle e Kay esultano di gioia credendo di aver fatto perdere le loro tracce, ma di li a poco una freccia trafigge Belle in pieno petto uccidendola all’istante. Kay e David, armato di balestra, si ritrovano uno di fronte all’altro e dalla conversazione che ne sussegue si capisce che in realtà è stata proprio Kay, frustrata da una crisi d’ispirazione, a pianificare il tutto semplicemente per trovare nuovi spunti per la stesura del suo nuovo romanzo con la compiacenza del suo editore. Kay finge di accondiscendere alle richieste di pagamento di David ma infine lo uccide a tradimento. Tempo dopo Kay viene sconvolta da un messaggio intimidatorio che sembra provenire dal cellulare di David, lasciando così il finale aperto.

## Produzione

### Riprese
Le riprese sono state realizzate tra novembre e dicembre 2016. La residenza nella quale si svolgono le azioni del film si trova nei pressi della cittadina di Ocoee, nella Contea di Orange in Florida.

## Curiosità
La vettura con la quale le ragazze raggiungono la villa è una versione cabriolet della Ford Mustang sesta serie (S-550).